# 波圖斯山
66°49′S 51°3′E / 66.817°S 51.050°E
波圖斯山（英語：Mount Porteus）是南極洲的山峰，位於恩德比地，屬於圖拉山脈的一部分，處於皮科克嶺以東，該山峰根據澳大利亞探險隊的空中照片被繪入地圖。